# Platja de les Clisques
La platja de les Clisques és una platja en un entorn urbanitzat del municipi del Port de la Selva (Alt Empordà), situada a la badia del Port de la Selva, al nord de la península del Cap de Creus, entre la Punta de la Creu i el Port del Port de la Selva, al sud de l'anomenada cova del Conill. Orientada a l'oest. té una longitud de 26 m i una amplada de 8 m, formada per graves i còdols. S'hi accedeix des del carrer Punta de la Creu, mitjançant unes grans escales de pedra vista i lloses.
El nom de Clisques prové de 'cliscar' que és el soroll que fan els còdols de la platja quan són arrossegats per les onades.